# チェコ鉄道

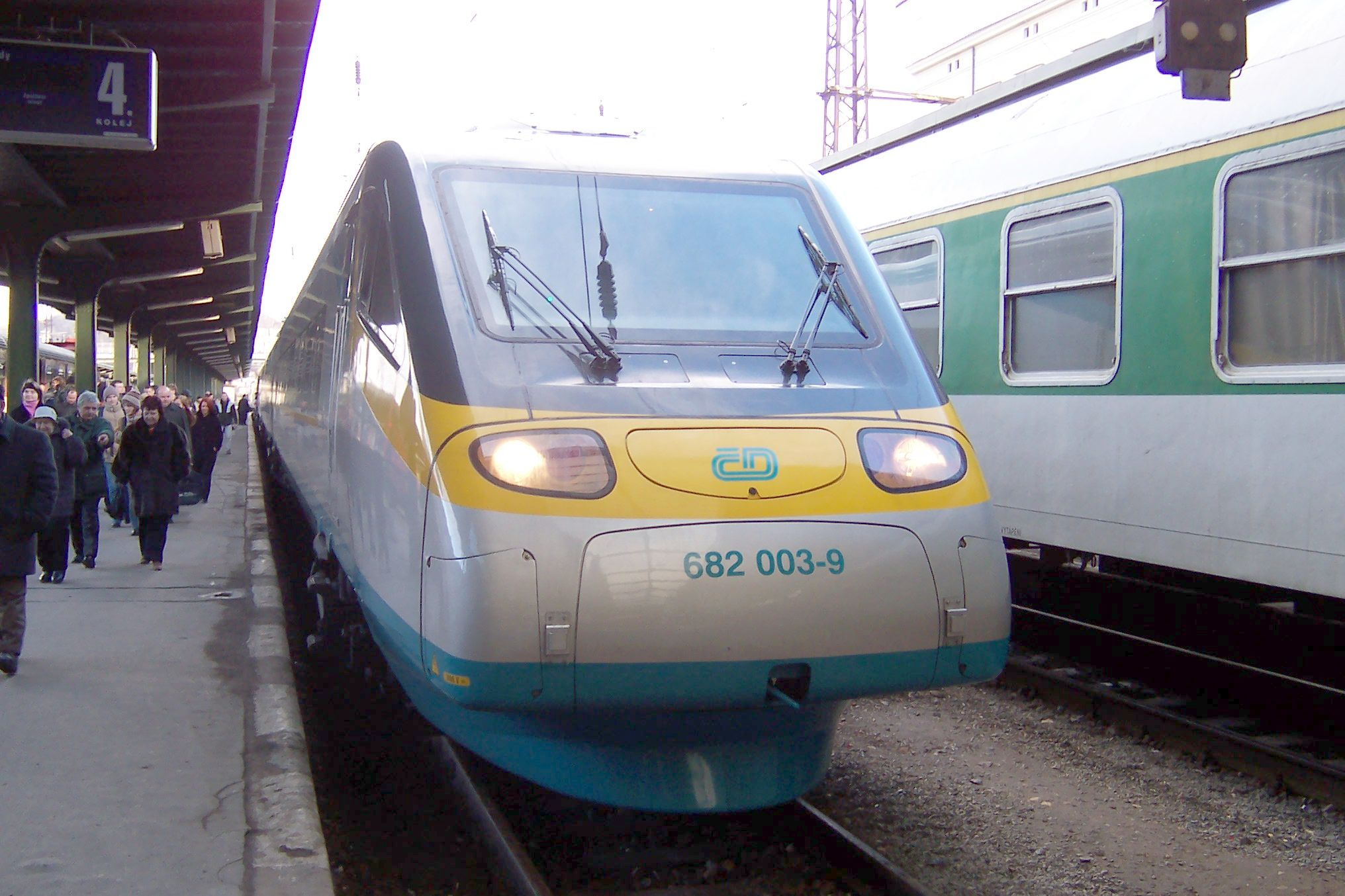
ペンドリーノ

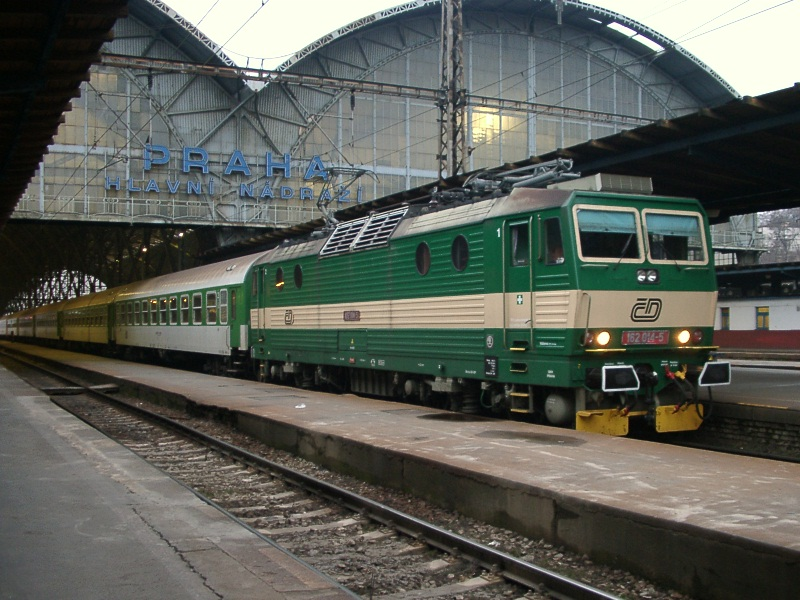
チェコ鉄道のインターシティ

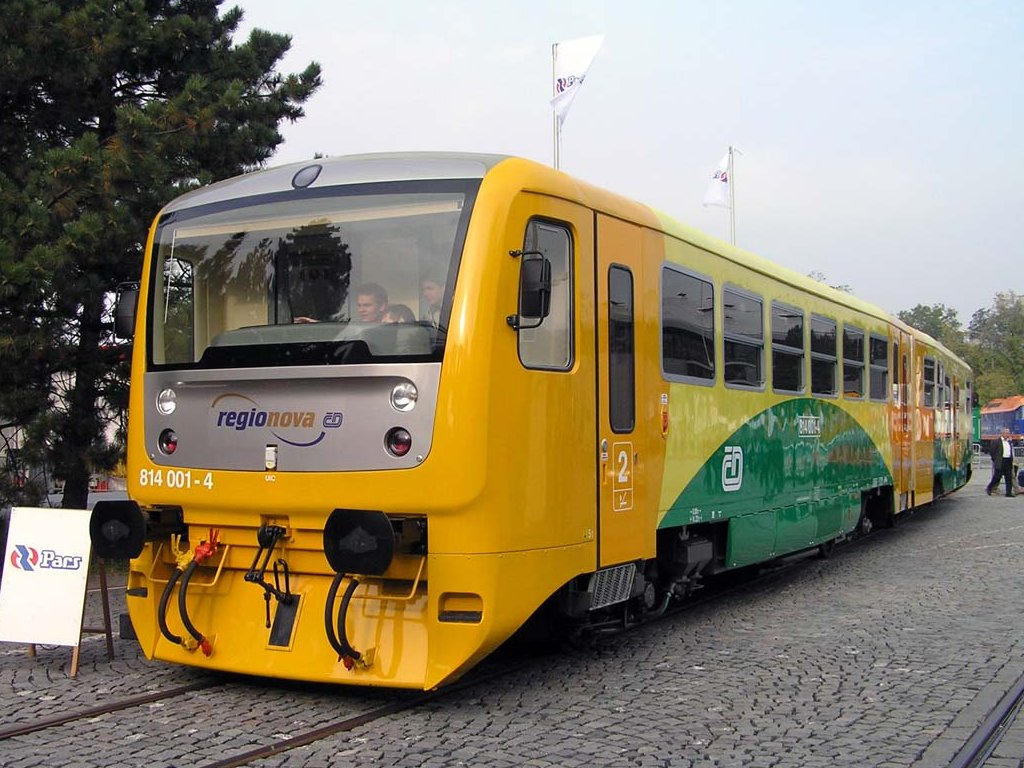
Czech motorized regional unit - レギオノーヴァ

チェコ鉄道株式会社（チェコ語 : ČD, České dráhy, a.s.）は、チェコの国有企業。2003年にチェコ鉄道公団（旧チェコ鉄道、ČD, České dráhy, s.o.）から政府100%出資の株式会社に転換し、鉄道輸送路線管理公団（SŽDC、現・鉄道管理公団）所有・管理の国鉄線（Celostátní dráha）における列車運行認可事業者として列車運行事業を承継。2007年に貨物列車運行事業を同社傘下の子会社ČDカーゴ株式会社（ČDC, ČD Cargo, a.s.）へ分割譲渡し、現在は国鉄線における旅客列車運行事業およびその関連事業のみを行っている。

## 路線

チェコ共和国の鉄道路線図

## 概要（2006年）
- 輸送人員 - 180.939万人

## 列車種別

### チェコ鉄道による運行

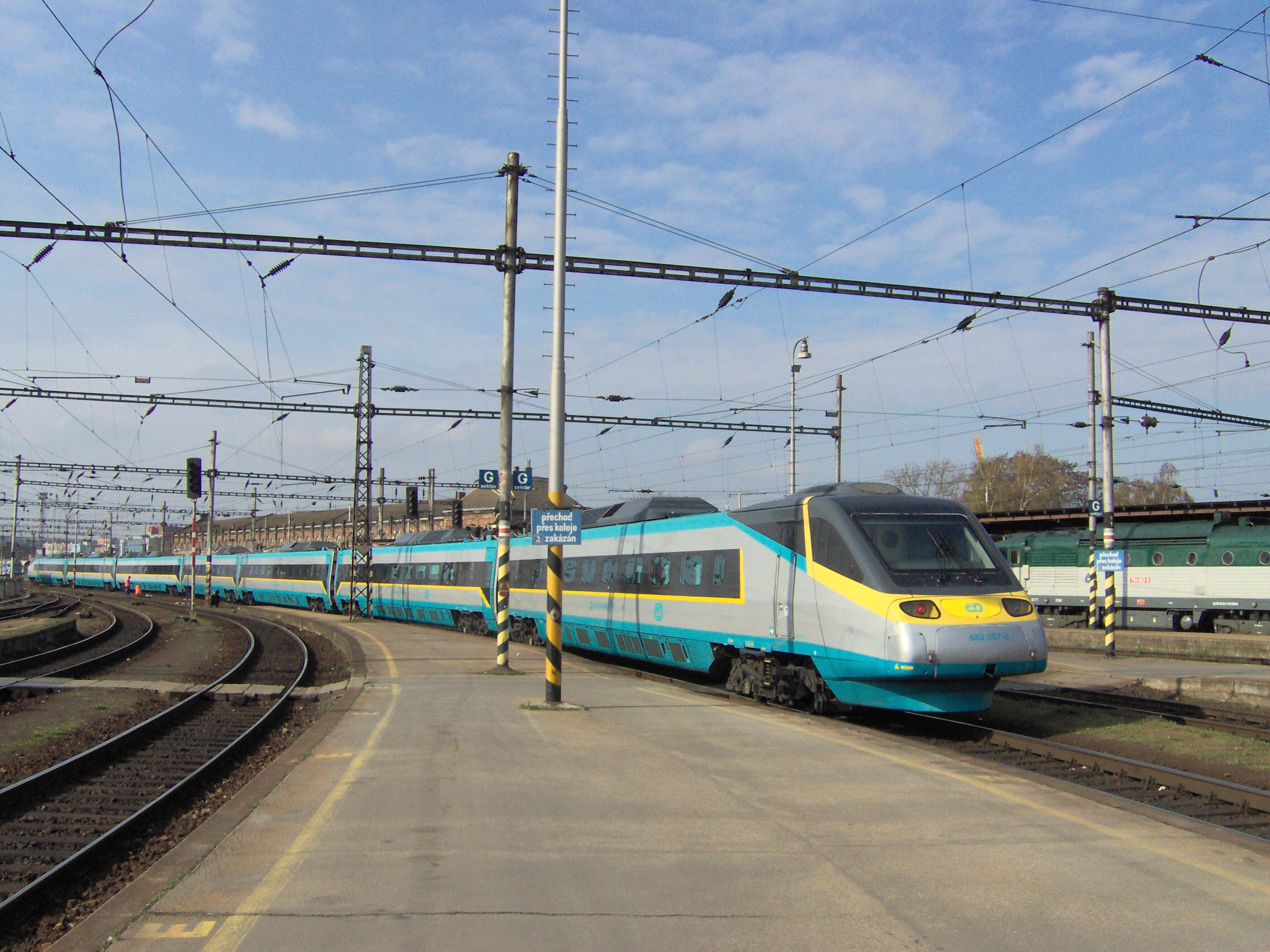
ブルノのペンドリーノ

- スーパーシティ（SC:SuperCity）
ペンドリーノ形車両による特急列車で、同国の看板列車で、主に県庁所在地のみに停車する。主に首都プラハとオストラヴァを結ぶが、ヘブやコシツェに乗り入れる便もある。かつては、ウィーン（オーストリア）、ブラチスラバ（スロバキア）への直通列車もあった。

- レイルジェット（railjet）
国際特急列車。プラハ - ウィーン - グラーツ間に運行され、主に県庁所在地中心に停車する。

- ユーロシティ（EC:EuroCity）
国際特急列車。プラハからベルリン、ブダペスト、ジリナ等に多数の列車が運行されている。各県2駅程度停車する便が多い。

- インターシティ（IC:InterCity）
国内特急列車。上記3種類の各特急の補完としての役割で、本数は少ない。プラハを起点に、オパヴァ・ズリーン・ヴェセリーといった、モラヴィアの地方都市を結ぶ路線が中心となっている。

- ユーロナイト（EN:EuroNight）
寝台特急列車、チェコ国外ではシティナイトラインとなる列車もある。全6系統が運行されており、全て国外に直通する。

- Ex（Expres）
特急列車。ユーロシティ(EC)と合わせてパターンダイヤで、停車駅も同じとなっているケースが多いが、車内サービスに違いがある。隣国に直通する国際列車と、国内のみで運行される列車の双方が運行されている。

- Rx（Rychlík vyšší kvality）
特急列車。日本の特急（エル特急）に相当し、郡中心クラスの町にも多く停車する。2014年12月に登場し、2016年9月現在、プラハ-プルゼニ-ヘブ/ジェレズナー・ルダ間、およびブルノ-ブルジェツラフ-オロモウツ間にのみ設定されている。

- R（Rychlík）
特急列車。日本の特急（エル特急）に相当し、郡中心クラスの町にも多く停車する。Rxの運行路線を除くほとんどの幹線に設定されていてチェコ全土をカバーしている主要種別である。

- Sp（Spěšný）
快速列車。優等列車であるが、リフリークより停車駅が多い。設定されている路線は少なく、また本数が少ないケースが多い。

- Osobní：普通列車
国内のほとんどの路線に設定されていて、原則各駅に停車するが、一部駅を通過するものもある。

### 民間業者による運行
- アリヴァ・エクスプレス（AEx）
特急列車。プラハ - トレンチーン間に運行され、スーパーシティ(SC)並（オロモウツ以南は快速クラス）の停車駅で運行される。2015年12月に運行開始した。

- レギオジェット（RJ）
特急列車。プラハ - オストラヴァ - ハヴィールジョフ間を中心に運行されるが、一部はスタレー・ムニェスト、ズヴォレン、コシツェまで乗り入れる。停車駅はユーロシティ(EC)とほぼ同じ。2015年以前は、インターシティ(IC)の種別で運行していた。

- LEOエクスプレス（LE）
特急列車。プラハ - オストラヴァ間を中心に運行されるが、一部はスタレー・ムニェスト、コシツェまで乗り入れる。停車駅は、オロモウツ以北がユーロシティ(EC)並、オロモウツ以南がリフリーク(R)並である。

## 列車愛称
かつては、列車1往復毎に異なる愛称名がつけられており、多種多様であったが、2018年度より運転系統毎の愛称統合が始まり、2019年度は大部分の列車が運転系統単位で愛称名がつけられている。
太字は、1-4時間間隔で（多くは2時間間隔）、一日複数回運行される列車を示している。（日本での旧エル特急に相当）
| 列車種別  | 系統 | 愛称                                       | 区間                                                                                | 愛称名の由来 |
| --------- | ---- | ------------------------------------------ | ----------------------------------------------------------------------------------- | --- |
| SuperCity | SCP  | ペンドリーノ                               | プラハ - オストラヴァ - ボフミーン                                                  | ペンドリーノ型の車両を使用していることから                                                                                     |
| SuperCity | SCP  | ペンドリーノ・コシチャン                   | プラハ - オストラヴァ - コシツェ                                                    | ペンドリーノは上記参照。コシチャンは、コシツェの人、の意味。                                                                   |
| railjet   | Ex3  | ブルニェンスキー・ドラク                   | プラハ - ブルノ                                                                     | ブルノで有名な鰐の剥製、ブルノ龍より                                                                                           |
| railjet   | Ex3  | ヴィンドボナ                               | プラハ - ウィーン - グラーツ                                                        | ウィーンのラテン語名 |
| EC        | Ex1  | クラコヴィア                               | プラハ - クラクフ                                                                   | クラクフのラテン語名 |
| EC        | Ex1  | オストラヴァン                             | プラハ - オストラヴァ - ジリナ                                                      | オストラヴァの人、の意味 |
| EC        | Ex1  | ヴァルソヴィア                             | プラハ - ワルシャワ                                                                 | ワルシャワのラテン語名 |
| EC        | Ex3  | ベルリナー                                 | プラハ - ベルリン - ハンブルク                                                      | ベルリンの人、の意味のドイツ語                                                                                                 |
| EC        | Ex3  | フンガリア                                 | ハンブルク - ベルリン - プラハ - ブダペスト                                         | ハンガリーのラテン語名 |
| EC        | Ex3  | メトロポリタン                             | プラハ - ブラチスラヴァ - ブダペスト                                                | チェコ、スロバキア、ハンガリー3か国の首都を通ることから                                                                        |
| EC        | Ex3  | メトロポリタン・スロヴェンスカー・ストレラ | プラハ - ブラチスラヴァ                                                             | チェコ、スロバキア2か国の首都を通ることから。スロヴェンスカー・ストレラは、スロバキアの矢の意味。                              |
| EC        | Ex3  | ポルタ・ボヘミカ                           | プラハ - ドレスデン - ライプチヒ                                                    | エルベ川がドイツ・チェコ国境を越える一帯を、チェコの門と呼ぶことから。ラテン語名が列車名となった。                             |
| EC        | Ex4  | バートリ                                   | ブダペスト - ワルシャワ                                                             | ハンガリーの名門家系、バートリ家から                                                                                           |
| EC        | Ex4  | モラヴィア                                 | ウィーン - オストラヴァ - カトヴィツェ                                              | モラヴィア地域（ブルジェツラフ、オストラヴァなど）を通ることから                                                               |
| EC        | Ex4  | ポロニア                                   | ウィーン - ワルシャワ                                                               | ポーランドのラテン語名 |
| EC        | Ex4  | ソビェスキ                                 | ウィーン - ワルシャワ - グディニャ                                                  | ポーランドの名門家系、ソビェスキ家から                                                                                         |
| IC        | Ex1  | オパヴァン                                 | プラハ - オロモウツ - オパヴァ                                                      | オパヴァの人、の意味 |
| IC        | Ex3  | イルジー・ボウダ                           | プラハ - ブルノ                                                                     | プラハ出身の画家イルジー・ボウダより                                                                                           |
| IC        | Ex3  | メトロポル                                 | プラハ - ブルノ - ブルジェツラフ ( - ブラチスラヴァ - ブダペスト)                   | チェコ・スロバキア・ハンガリー3ヶ国の首都（メトロポル）を結ぶ寝台特急であることから （ブルジェツラフ以東では種別が変更になる） |
| nightjet  | E03  | ナイトジェット                             | ウィーン - オストラヴァ - ヴロツワフ - ベルリン                                     | ナイトジェット車両を使用していることから                                                                                       |
| EN        | E02  | スロヴァキア                               | プラハ - オストラヴァ - コシツェ - ミハロウツェ - フメンネー                        | スロバキアへの直通列車であることから                                                                                           |
| EN        | E02  | ボヘミア                                   | プラハ - オストラヴァ - コシツェ                                                    | ボヘミア地域（プラハ、パルドゥビツェ）周辺を通る列車であることから                                                             |
| Ex        | Ex1  | オストラヴァン                             | プラハ - オストラヴァ - ジリナ                                                      | オストラヴァの人、の意味 |
| Ex        | Ex1  | ヴァルソヴィア                             | プラハ - ワルシャワ                                                                 | ワルシャワのラテン語名 |
| Ex        | Ex2  | ヴァラシスキー・エクスプレス               | プラハ - オロモウツ - フセチーン - ジリナ                                           | ヴァラシスコ地域（フセチーン周辺）を通る特急列車であることから                                                                 |
| Ex        | Ex4  | ヘルフシティーン                           | ブルジェツラフ - プルジェロフ - フラニツェ - スヴィノフ - オストラヴァ - ボフミーン | フラニツェ周辺の古城ヘルフシティーンより                                                                                       |
| Ex        | Ex6  | ザーパドニー・エクスプレス                 | プラハ - プルゼニ - ミュンヘン/ヘブ                                                 | プラハから西に向かう特急列車であることから                                                                                     |
| Ex        | Ex7  | ブドヴァル                                 | ホレショヴィツェ - プラハ - チェスケー・ブヂェヨヴィツェ                            | ブヂェヨヴィツェを代表するビール銘柄ブドヴァルより                                                                             |
| Ex        | Ex7  | イジニー・エクスプレス                     | ホレショヴィツェ - プラハ - リンツ                                                  | プラハから南に向かう特急列車であることから                                                                                     |
| R         | Ex1  | ファトラ                                   | オストラヴァ - ジリナ - マルチン - バンスカー・ビストリツァ - ズヴォレン            | マルチン周辺のファトラ山地から                                                                                                 |
| R         | R5   | クルシノホル                               | プラハ - ウースチー・ナド・ラベム - カルロヴィ・ヴァリ - ヘブ                       | ウースチー、カルロヴィヴァリ周辺の北にそびえるエルツ山地のチェコ語名                                                           |
| R         | R8   | スレザン                                   | ブルノ - オストラヴァ - ボフミーン                                                  | スレスコ地域（ストゥデーンカ、ボフミーン周辺）の人、の意味                                                                     |
| R         | R9   | ヴィソチナ                                 | プラハ - ハヴリーチクーフ・ブロド - ブルノ                                          | ヴィソチナ州地域（ハヴリーチクーフ・ブロド、ジヂャール周辺）を通ることから                                                     |
| R         | R10  | フラデチャン                               | プラハ - フラデツ・クラーロヴェー - トルトノフ                                      | フラデツの人、の意味 |
| R         | R11  | ロジンベルク                               | ブルノ - チェスケー・ブヂェヨヴィツェ - プルゼニ                                    | チェスケー・ブヂェヨヴィツェ周辺のロジンベルクの人、の意味                                                                     |
| R         | R12  | ボウゾフ                                   | ブルノ - オロモウツ - モヘルニツェ - ザーブルジェフ - シュンペルク                  | モヘルニツェ周辺のボウゾフ城より                                                                                               |
| R         | R13  | モラヴァン                                 | ブルノ - ブルジェツラフ - オロモウツ                                                | モラヴァ地域（沿線全体）の人、の意味                                                                                           |
| R         | R14  | イェシチェド                               | パルドゥビツェ - フラデツ・クラーロヴェー - リベレツ                                | リベレツ周辺のイェシチェド山より                                                                                               |
| R         | R14  | プロウチニツェ                             | ウースチー・ナド・ラベム - チェスカー・リーパ - リベレツ                            | ヂェチーン、チェスカー・リーパ周辺でプロウチニツェ川流域を走ることより                                                         |
| R         | R16  | ベロウンカ                                 | プラハ - プルゼニ - クラトヴィ - ニールスコ - ジェレズナー・ルダ                    | プラハ - プルゼニ間でベロウンカ川流域を走ることより                                                                            |
| R         | R17  | ルジニツェ                                 | ホレショヴィツェ - プラハ - ターボル                                                | ターボルがルジニツェ川流域を走ることより                                                                                       |
| R         | R17  | ヴルタヴァ                                 | ホレショヴィツェ - プラハ - チェスケー・ブヂェヨヴィツェ                            | ヴルタヴァ川流域を走ることより                                                                                                 |
| R         | R18  | スロヴァーツキー・エクスプレス             | プラハ - オロモウツ - プルジェロフ - ウヘルスケー・フラヂシチェ - ルハチョヴィツェ  | スロヴァーツコ地域（ウヘルスケー・フラヂシチェ周辺）を通る特急列車であることから                                               |
| R         | R19  | スヴィタヴァ                               | プラハ - ブルノ                                                                     | スヴィタヴィ、ブルノあたりでスヴィタヴァ川流域を走ることより                                                                   |
| R         | R20  | ラベ                                       | プラハ - ウースチー・ナド・ラベム - ヂェチーン                                      | ウースチー、ヂェチーンあたりでラベ川流域を走ることより                                                                         |
| R         | R21  | イゼラ                                     | ヴルショヴィツェ - プラハ - ムラダー・ボレスラフ - トゥルノフ - タンヴァルド        | ボレスラフ、トゥルノフあたりでイゼラ川流域を走ることより                                                                       |
| R         | R23  | ストルジェコフ                             | コリーン - リトムニェルジツェ - ストルジェコフ - ウースチー・ナド・ラベム西         | ストルジェコフ城より |
| R         | R24  | ラーニ                                     | プラハ - クラドノ - ストホフ - ノヴェー・ストラシェチー - ラコヴニーク              | ストホフ周辺にあるラーニ城より                                                                                                 |
| R         | R27  | ツヴィリーン                               | オストラヴァ中央 - オパヴァ - クルノフ・ツヴィリーン - クルノフ                     | ツヴィリーン塔より |
| R         | R27  | プラヂェド                                 | オストラヴァ中央 - オパヴァ - ブルンタール - オロモウツ                             | ブルンタール周辺にあるプラヂェド山より                                                                                         |

## 車両
- 機関車 - 3,059輌（電気機関車925輌、ディーゼル機関車1,130輌,電車113輌）
- 貨車 - 33,354輌
- 客車 - 4,274輌